# Parakysis
Parakysis is een geslacht van straalvinnige vissen uit de familie van de meervallen (Akysidae).

## Soorten
- Parakysis anomalopteryx Roberts, 1989
- Parakysis grandis Ng & Lim, 1995
- Parakysis hystriculus Ng, 2009
- Parakysis longirostris Ng & Lim, 1995
- Parakysis notialis Ng & Kottelat, 2003
- Parakysis verrucosus Herre, 1940